# Udea abstrusa
Udea abstrusa là một loài bướm đêm thuộc họ Crambidae. Loài này được Eugene G. Munroe mô tả năm 1966. Loài này từng được ghi nhận tại Alberta, British Columbia, Colorado, New Mexico, Lãnh thổ Tây Bắc, Washington và Wyoming.
Sải cánh của loài này dài khoảng 22 mm. Con trưởng thành mọc cánh vào tháng 7 và tháng 8.

## Phân loài
- Udea abstrusa abstrusa (Alberta, Manitoba, Saskatchewan)
- Udea abstrusa cordilleralis Munroe, 1966 (Wyoming, Colorado, Utah, New Mexico)
- Udea abstrusa pullmanensis Munroe, 1966 (Washington)
- Udea abstrusa subarctica Munroe, 1966 (Yukon, Northwest Territories)